# Леніно (Ібресинський район)
Ле́ніно (рос. Ленино, чув. Ленинкасси) — селище у складі Ібресинського району Чувашії, Росія. Входить до складу Хормалинського сільського поселення.
Населення — 76 осіб (2010; 74 у 2002).
Національний склад:
- чуваші — 100 %